# Hyorhinomys stuempkei
Hyorhinomys stuempkei es una especie de roedor de la familia Muridae, la única del género Hyorhinomys, que fue descubierta en 2013 en una remota selva en el norte de la isla indonesia de Célebes, a 1600 m s. n. m.. Un análisis filogenético inicial indica que forma un clado con los roedores de los géneros Melasmothrix, Paucidentomys y Echiothrix.